# دبليو سي دبليو نيترو (لعبة فيديو)
دبليو سي دبليو نيترو (بالإنجليزية: WCW Nitro)‏ ، هي لعبة فيديو مرخصة من اتحاد المصارعة العالمي دبليو سي دبليو والذي نشره شركة تي إتش كيو سنة 1997م لنظام بلاي ستيشن ، وفي عام 1999 صدرت لنظامي نينتندو 64 و مايكروسوفت ويندوز ، وكان من بين المصارعين هولك هوجان.

## مصدر
1. ↑  "THQ Website". مؤرشف من الأصل في 1998-01-17. اطلع عليه بتاريخ 2011-07-20.

## وصلة خارجية
- WCW Nitro على موبي غيمز

خ